# Ulf Wahlberg
Ulf Wahlberg właściwie Per Ulf Walhberg (ur. 11 kwietnia 1951 w Sztokholmie) – szwedzki klawiszowiec, kompozytor i producent muzyczny. 

## Życiorys
Najbardziej znany ze współpracy z zespołem Secret Service. Promotor wielu wykonawców pop w Szwecji. Laureat tamtejszej wersji nagrody "Grammy".